# Фітоценон
Фітоцено́н — узагальнений безранговий фітоценоз, котрий виділяється на першому (синтетичному) етапі класифікації рослинності при застосуванні еколого-флористичного підходу. Далі, під час наступних етапів класифікації фітоценозу надається відповідний синтаксономічний ранг. Термін ввів 1965 року Едді Ван дер Маарель (E. van der Maarel).